# Тамарин Жофруа

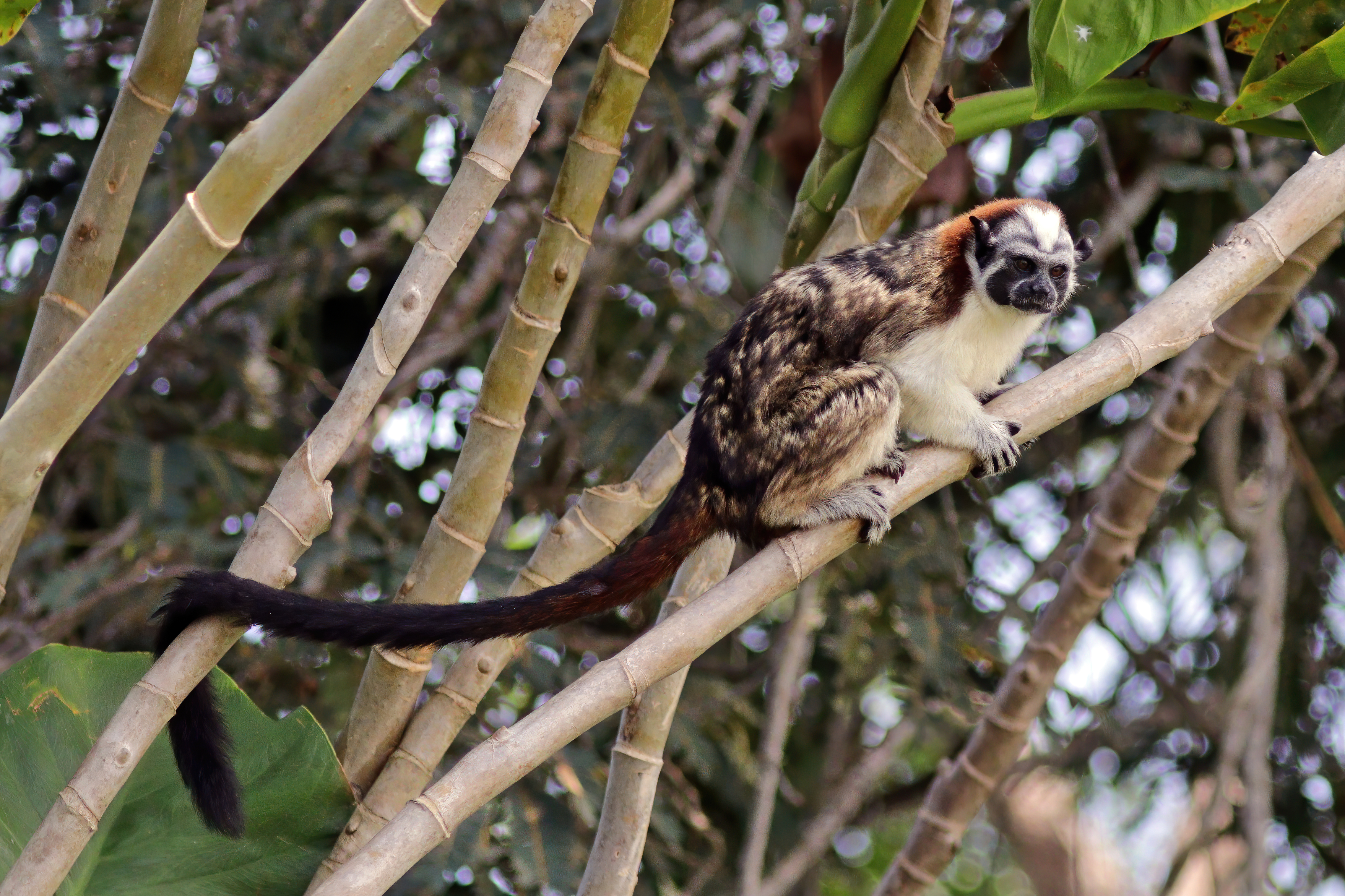
Озеро Гатун, Панама

Тамарин Жоффруа (Saguinus geoffroyi), також відомий як панамський тамарин з червоним хохолком або червоним чубом, є тамарином, видом малих мавп, що мешкає в Панамі та Колумбії. За забарвленням він переважно чорно-білий, з червонуватою потилицею. Тамарин Жоффруа проводить більшу частину часу на деревах, але іноді спускається на землю. Він живе групами, які найчастіше налічують від трьох до п'яти особин і зазвичай включають одну або більше дорослих особин кожної статі. Харчується різноманітною їжею, включаючи комах, фрукти та інші частини рослин. Комахи та фрукти складають більшу частину його раціону, але ексудати також важливі в їх раціоні. Але оскільки його зуби не пристосовані для того, щоб довбати дерева, щоб дістатися до соку, він може їсти виділений сік лише тоді, коли він легко доступний.
Зазвичай у зграї розмножується лише одна самиця, але самців може бути більше одного. Після періоду вагітності, який триває близько 145 днів, вона народжує або одне дитинча, або двійню. Самці також доглядають за немовлятами. Статевої зрілості досягає приблизно у 2 роки, а може жити до 13 років. МСОП класифікує тамарин Жоффруа як «майже під загрозою зникнення».

## Таксономія
Як і інші тамарини та мармозетки, тамарин Жоффруа є мавпою Нового Світу, що належить до широконосих мавп. Він є членом роду Saguinus, роду, що містить більшість тамаринів. Визнаних підвидів немає. У 1977 році Філіп Гершковітц класифікував тамарина Жоффруа як підвид тамарина (Saguinus oedipus), який мешкає виключно в Колумбії, на основі забарвлення хутра, морфології черепа та нижньої щелепи та розміру вуха. Однак новітні дослідження показують, що ці два таксони достатньо відрізняються, щоб вважатися окремими видами. Згідно з генетичним аналізом, два види розійшлися приблизно 1,2 мільйона років тому.

## Фізичний опис
Подібно до інших ігрункових (тамаринів і мармозеток), тамарин Жоффруа є маленькою мавпочкою. При довжині від 225—240 мм, без хвоста це найменша центральноамериканська мавпа. Довжина хвоста становить від 314 до 386 мм. Самці мають середню вагу 486 грамів, самиці в середньому трохи більші, із середньою вагою 507 грамів. Хутро на спині строкате чорно-жовте, ноги, ступні та груди бліді. Його морда майже гола, але голова має червонувате хутро з трикутною плямою на передній частині голови. Хвіст каштаново-рудий і має чорний кінчик.

## Поведінка
Як і всі ігрункові, тамарин Жоффруа деннийдеревний примат. На відміну від деяких інших мавп Нового Світу, він іноді спускається на землю. Зазвичай це робиться лише в особливих обставинах, наприклад, щоб отримати певну їжу або дістатися до іншого дерева, до якого інакше неможливо дістатися. Розмір групи, як правило, становить від трьох до дев'яти мавп, причому найчастіше від трьох до п'яти особин. Групи часто складаються з більш ніж однієї дорослої особини кожної статі. Дорослі особини обох статей мігрують між групами. Групи демонструють певний ступінь територіальної оборони. Щільність населення на острові Барро Колорадо в Панамі коливається від 3,6 до 5,7 мавп на квадратний кілометр, але в інших районах щільність населення може досягати 20-30 мавп на квадратний кілометр. В середньому тамарин Жоффруа долає 2061 метр на добу. Площа домашнього пасовища коливається від 9,4 га до 32 га.
Спілкування відбувається як за допомогою вокалізації, так і за допомогою візуальних жестів. Вокалізації, які були записані, включають свист, щебетання, гучні або тихі різкі ноти, чхання та довгі хрипи. Пози тіла та демонстрації, які виявляють більше білого кольору, такі як стояння на задніх лапах і пілоерекція, як правило, асоціюються з агресією. Самиці часто сигналізують про готовність спаровуватися, швидко скручуючи хвіст.

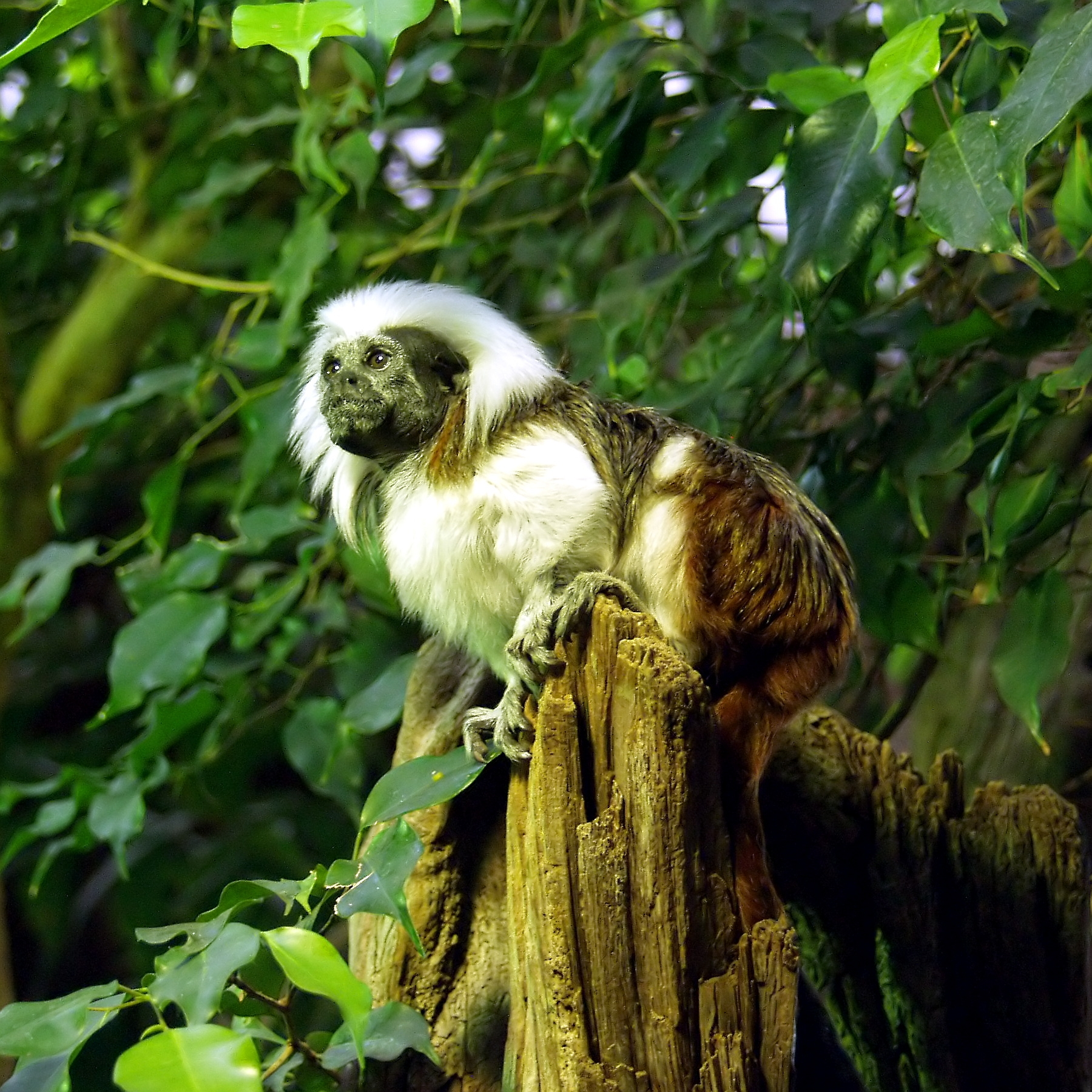
Раніше тамарин Жоффруа вважався підвидом тамарина, зображеного вище.

На відміну від білок, які часто пересуваються крізь полог лісу, лазячи та спускаючись по вертикальних стовбурах дерев, тамарин Жоффруа зазвичай уникає великих вертикальних опор під час подорожі. Воліє пересуватися по тонких гілках, піднімаючись і опускаючись довгими стрибками. У міру того, як тамарин Жоффруа використовує великі вертикальні опори для подорожей, він використовує їх найчастіше для підйому, а не для спуску.
Тамарин Жоффруа зазвичай уникає малих і середніх видів мавп, таких як білоголовий капуцин і панамська нічна мавпа. Уникнення є просторовим щодо капуцинів і часовим у випадку нічної мавпи, оскільки тамарин Жоффруа активний лише вдень, а панамська нічна мавпа активна лише вночі. Тамарин Жоффруа рідко зустрічається поблизу білок, хоча це, мабуть, результат того, що білки уникають взаємодії з більшими тамаринами. Тамарин Жоффруа зазвичай намагається втекти, коли наближаються хижі птахи, незалежно від того, чи становить птах справжню небезпеку. Однак тамарини ігнорують одного хижого птаха, двозубого коршуна, який іноді слідує за тамаринами, очевидно намагаючись поживитися дрібними тваринами, яких турбують тамарини.
Дієта тамарина Жоффруа схожа на деякі види панамських мухоловкових птахів, і вони мають схожу вокалізацію. Тамарини можуть використовувати крики мухоловки, щоб допомогти знайти сприятливі джерела їжі. Мухоловки та тамарини мають різні моделі активності, що зводить до мінімуму конкуренцію за подібні джерела їжі. Мухоловки найбільш активні незабаром після світанку і, як правило, відпочивають у середині дня. Тамарини стають активними лише через 45 хвилин після повного світлового дня, але залишаються активними протягом більшої частини світлового дня.

## Розмноження

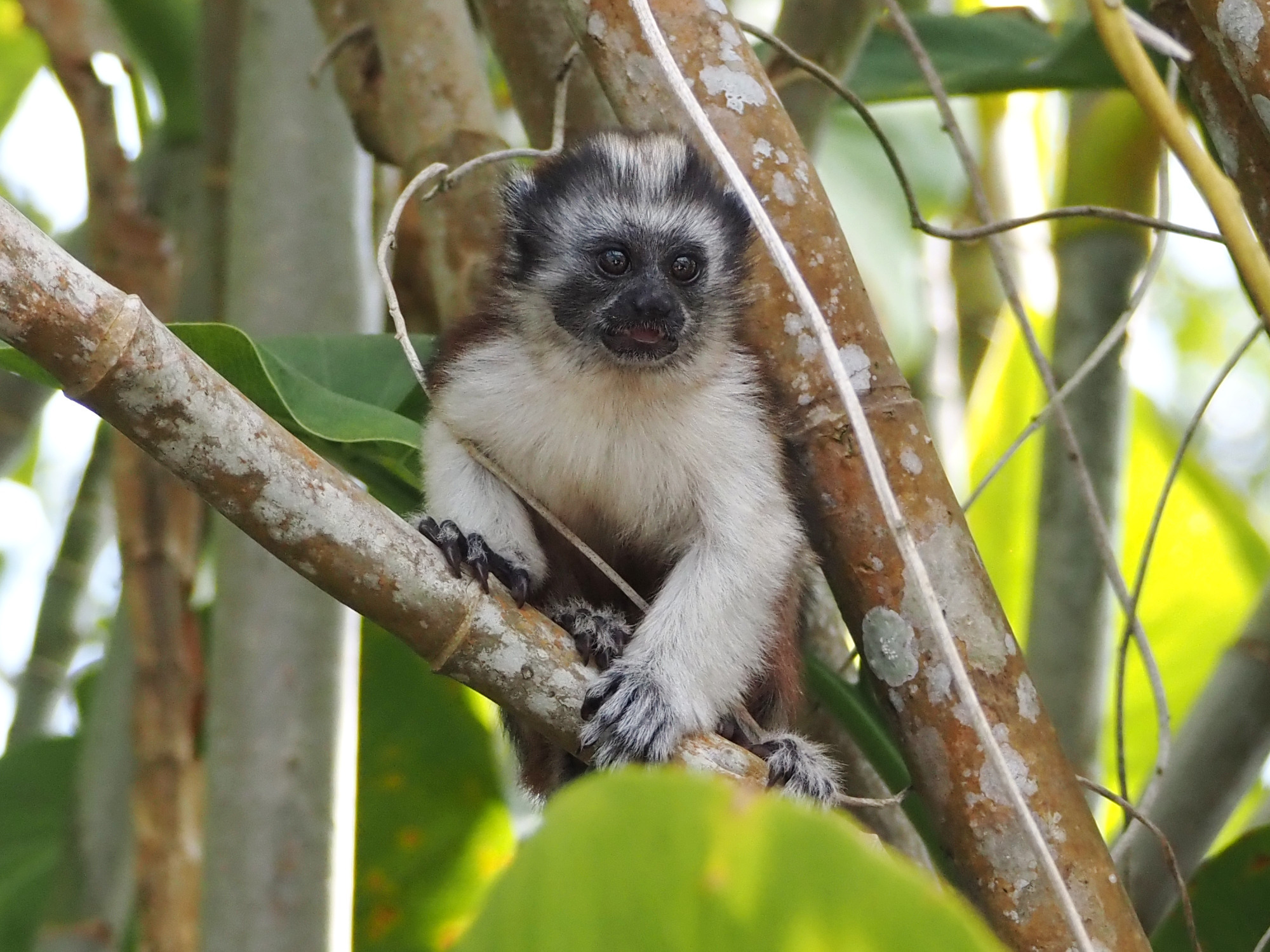
Молодий тамарин Жоффруа, озеро Гатун, Панама

Тамарин Жоффруа може народжувати протягом усього року, але пік народжуваності припадає на квітень-червень. Може народитися одне немовля або близнюки, хоча нерідкі випадки, коли один із близнюків гине протягом перших кількох місяців. Вважається, що період вагітності становить близько 145 днів, подібно до інших тамаринів. Міжродовий період коливається від 154 до 540 днів, в середньому 311 днів. Більш тривалі міжпологові періоди бувають після двійні. Немовлята важать від 40-50 грамів і народжуються повністю покритими шерстю. Шерсть немовляти забарвлена інакше, ніж у батьків; у немовляти чорне хутро на тілі та хвості, з бежевим вогником і білим обличчям.
Відбувається як поліандрове, так і полігінне спарювання, і самці вносять значний внесок у батьківську опіку. Але зазвичай лише одна доросла самка в групі є репродуктивно активною, і репродуктивно активні самиці спаровуються з кількома самцями, якщо їм надається така можливість. Самці більше носять і доглядають за немовлятами, ніж самиці. Старші брати і сестри також можуть сприяти догляду за немовлятами, хоча немовлята воліють, щоб їх носили батьки, ніж їхні брати і сестри. Немовлята стають рухливими на 2-5 тижні, а починають їсти тверду їжу на 4-7 тижні. Вони стають самостійними на 10-18 тижні і повністю відлучаються на 15-25 тижні. Тамарин Жоффруа стає статевозрілим приблизно у 2 роки і може жити до 13 років.

## Поширення і середовище проживання
Тамарин Жоффруа живе в різних типах лісу, включаючи первинний і вторинний ліс, а також сухий і вологий тропічний ліс. У Панамі віддає перевагу вторинним лісам з помірною вологістю. Зустрічається в центральній і східній Панамі, ареал простягається трохи на захід від зони Панамського каналу і спостерігався далеко на захід до національного парку Альтос-де-Кампана. Він менш поширений на атлантичному узбережжі Панами, ніж на тихоокеанському узбережжі, і поширений лише на атлантичному узбережжі в районах поблизу зони каналу, які були змінені людиною. Зустрічається в Метрополітанському природному парку, міському парку в місті Панама. У Колумбії зустрічається на тихоокеанському узбережжі на захід від Анд, на південь до Ріо-Сан-Хуан. Колись вважалося, що східною межею його ареалу в Колумбії є річка Ріо-Атрато, але повідомлялося, що вона розташована далі на схід, включаючи національний природний парк Лас-Оркідеас. Старі джерела іноді повідомляють про існування виду у південній частині Коста-Ріки, але вони, швидше за все, є помилковими, або застарілими.

## Охоронний статус
Міжнародний союз охорони природи класифікує тамарин Жоффруа як такий, що знаходиться під загрозою зникнення. Основною загрозою є вирубка лісів, яка спричиняє зменшення популяції в деяких районах, попри здатність пристосовуватися до деяких змін свого середовища проживання. На нього також іноді полюють і відловлюють для торгівлі домашніми тваринами в Панамі. Дослідження 1985 року в Панамі показало, що щільність популяції тамарину Жоффруа вища в районах, де доступ людини обмежений. Діяльність людини в Панамі може мати як позитивний, так і негативний вплив на популяції тамарина Жоффруа. У той час як полювання зменшує популяцію, вирубка зрілого лісу для сільського господарства забезпечує більше площ вторинного зростання, що корисно для тамарина.